# Jadwiga Majówna
Jadwiga Majówna (Mayówna) (ur. 18 lutego 1863 w Rzeszowie, zm. 20 czerwca 1943 w Krakowie) – działaczka społeczna, nauczycielka wychowania fizycznego. 

## Życiorys
Absolwentka Wyższych Kursów dla Kobiet A. Baranieckiego (1891), Seminarium Nauczycielskiego Żeńskiego w Krakowie (1894), gdzie została nauczycielką od 1896 i wprowadziła gimnastykę typu szwedzkiego. Była również właścicielką Zakładu Gimnastyki Leczniczej i Salonowej dla Dziewcząt i Kobiet i prezesem Stowarzyszenia Nauczycielek w Krakowie. Współorganizowała żeńskie drużyny skautowe (1913) i była redaktorką „Skautki polskiej”. Wykładowczyni metody gimnastyki na Rocznych Państwowych Kursach Wychowania Fizycznego (1921–1924), następnie w Studium Wychowania Fizycznego przy Uniwersytecie Jagiellońskim (1927–1931). Uczestniczyła w Międzynarodowych Kongresach Higieny Szkolnej, odbywała podróże naukowe do Szwecji i Finlandii.
Zmarła w Krakowie. Pochowana na cmentarzu Rakowickim (kwatera BD-wsch-po prawej Trembeckich).

## Ordery i odznaczenia
- Złoty Krzyż Zasługi (7 listopada 1929)[3]

## Upamiętnienie
Jej imieniem została nazwana ulica Olszanicy, wchodzącej w skład Dzielnicy VII Zwierzyniec.